# Tim and Eric Awesome Show, Great Job!
Tim and Eric Awesome Show, Great Job! est une série-émission humoristique américaine créée par le duo Tim & Eric (Tim Heidecker, Eric Wareheim) diffusée de février 2007 à mai 2010 sur Adult Swim.

## Commentaires
Au Canada la série est classée « 18 ans et plus » pour son contenu vulgaire et offensant. Aux États-Unis, elle est destinée aux « 17 ans ou plus » et en France, elle est déconseillée aux « moins de 10 ans ».